# Jan Weryński
Jan Weryński ps. „Oset”, „Stanisław Fałęcki” (ur. 6 lutego 1897 w Mielcu, zm. 1940) – polski działacz niepodległościowy, żołnierz Legionów i Wojska Polskiego, doktor prawa, urzędnik samorządowy, wiceprezydent Lwowa w II Rzeczypospolitej, ofiara zbrodni katyńskiej.

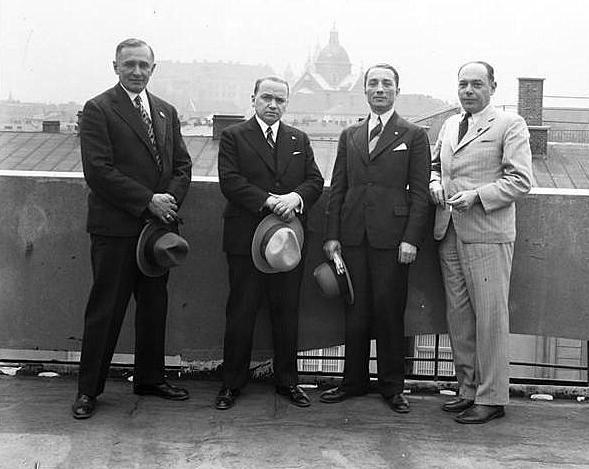
Od lewej: Roman Dunin, Jan Weryński, Józef Ostrzycki, Jan Śmiechowski (1935)

## Życiorys
Urodził się 6 lutego 1897 w Mielcu jako syn Piotra i Józefy z domu Jeż. W rodzinnym Mielcu uczył się w gimnazjum oraz zakładał tamtejszy oddział Związku Strzeleckiego. Po wybuchu I wojny światowej wstąpił do Legionów Polskich. Był żołnierzem 1 pułku piechoty w składzie I Brygady i 5 pułku piechoty w składzie I i III Brygady. Brał udział w wielu bitwach wojny. Mianowany chorążym. Pod koniec 1917 zwolniony ze służby frontowej z uwagi na stan zdrowia. Następnie powrócił do Mielca, gdzie pracował w urzędzie starostwa powiatu mieleckiego. W 1918 był założycielem i komendantem mieleckiego oddziału Polskiej Organizacji Wojskowej, który u kresu wojny 1 listopada 1918 dokonał opanowania miasta. Następnie działał w ramach tworzenia struktur miasta pod względem wojskowym i cywilnym.
Został przyjęty do Wojska Polskiego, później zwolniony ze służby w marcu 1919. Ukończył studia na Wydziale Prawa Uniwersytetu Jana Kazimierza we Lwowie i uzyskał w 1923 tytuł naukowy doktora. Wstąpił do służby samorządowej. Od 1924 był zatrudniony w Urzędzie Wojewódzkim we Lwowie, pracował na stanowisku referendarza. Pod koniec 1926 został mianowany urzędnikiem I kategorii w VIII stopniu służby, a na początku 1930 w II stopniu służby. W 1929 został mianowany na urząd wiceprezydenta. W 1932 jako referendarz został zwolniony ze służby w Urzędzie Wojewódzkim we Lwowie z powodu przejścia do służby w dziale Ministerstwa Wyznań Religijnych i Oświecenia Publicznego. Później pełnił stanowisko wiceprezydenta Lwowa ponownie do kresu II Rzeczypospolitej w 1939. Stanowisko pełnił jako reprezentant mieszczaństwa. W latach 30. pełnił stanowisko naczelnika Wydziału Personalnego w Kuratorium Okręgu Szkolnego Lwowskiego. Był członkiem władz oddziału lwowskiego Obozu Zjednoczenia Narodowego. Pełnił funkcję prezesa zarządu Okręgu VI Związku Strzeleckiego we Lwowie, w 1933 był przewodniczącym Komitetu obchodu 25-lecia ZWC oraz Tygodnia Propagandy Związku Strzeleckiego. Był seniorem honorowym Polskiej Korporacji Akademickiej „Fidelia Leopoliensis”, założonej w 1930. Pełnił funkcję I wiceprezesa zarządu okręgu Związku Legionistów Polskich we Lwowie. W 1937 został wybrany wiceprezesem Związku Miast Małopolskich i pełnił tę funkcję do 1939.
Działał w przygotowaniu obrony Lwowa 1939. Po wybuchu II wojny światowej i agresji ZSRR na Polskę z 17 września 1939 na terenach wschodnich II Rzeczypospolitej został aresztowany przez Sowietów. Został zamordowany przez NKWD na wiosnę 1940. Jego nazwisko znalazło się na tzw. Ukraińskiej Liście Katyńskiej opublikowanej w 1994 (został wymieniony na liście wywózkowej 55/2-25 oznaczony numerem 444, dosłownie określony jako Jan Wieryński). Ofiary tej części zbrodni katyńskiej zostały pochowane na otwartym w 2012 Polskim Cmentarzu Wojennym w Kijowie-Bykowni.
Ofiarami zbrodni katyńskiej dokonywanej na terenach ukraińskich zostali także inni wiceprezydenci Lwowa: Roman Dunin oraz dwaj zastępcy prezydenta Lwowa z lat 30. Stanisława Ostrowskiego, Wiktor Chajes i Franciszek Irzyk.

## Ordery i odznaczenia
- Krzyż Niepodległości (2 sierpnia 1931)[17]
- Krzyż Kawalerski Orderu Odrodzenia Polski (11 listopada 1934)[18][7]
- Złoty Krzyż Zasługi (11 listopada 1937)[19][20]